# Huno Rätsep

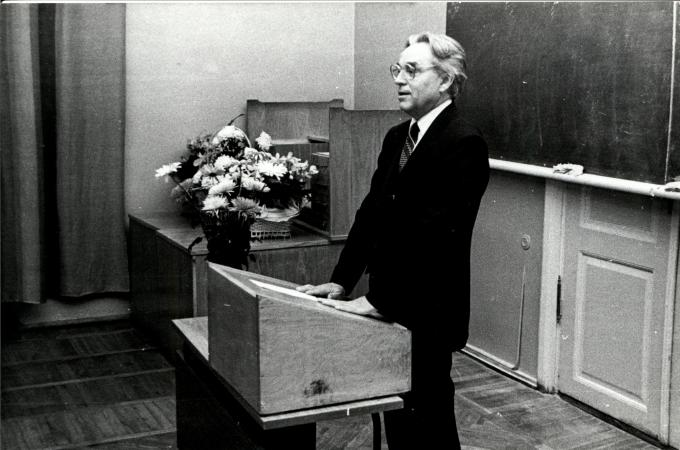
Huno Rätsep

Huno Rätsep (* 28. Dezember 1927 in Tartu) ist ein estnischer Sprachwissenschaftler und Finnougrist.

## Leben
Rätsep machte 1946 Abitur am 1. Oberschule von Tartu und immatrikulierte sich im gleichen Jahr an der Universität Tartu. Er studierte Finnougristik und machte 1951 sein Diplom. Es folgte die Aspirantur unter Paul Ariste, die er 1954 mit einer Kandidatenarbeit über infinite Formen in den finnisch-ugrischen Sprachen abschloss. Seine Doktorarbeit verteidigte er 1974 zu einem Thema der estnischen Syntax, eine erweiterte Variante der Arbeit erschien 1978 in Buchform (s. u. Eesti keele lihtlausete tüübid).
Seit 1954 war Rätsep Dozent an der Universität Tartu, 1975 wurde er nach der Pensionierung von Arnold Kask zum Professor für Estnisch gewählt.  Rätsep ist seit 1981 Mitglied der Estnischen Akademie der Wissenschaften und seit 1994 emeritiert.

## Forschungstätigkeit
Rätsep begann als Finnougrist und arbeitete mit der historisch-vergleichenden Methode. Später konzentrierte er sich auf moderne zeitgenössische Strömungen der Sprachwissenschaft und rief 1965 eine Arbeitsgruppe zur generativen Linguistik an der Universität Tartu ins Leben, der Anfänge bis in das Jahr 1961 zurückreichen. Im Zentrum seiner Forschung stand nun vor allem die zeitgenössische estnische Sprache. Ein weiteres Hauptinteressengebiet bildete die Geschichte des Estnischen und die etymologische Zusammenstellung des estnischen Wortschatzes.

## Ehrungen
- 1994 Ehrenmitglied der Finnisch-Ugrischen Gesellschaft
- 1995 Ehrenmitglied der Gesellschaft für Muttersprache
- 1997 Ehrenmitglied der Gelehrten Estnischen Gesellschaft
- 1998 Ferdinand-Johann-Wiedemann-Preis
- 2001 Orden des weißen Sterns (IV. Klasse)

## Bibliografie (Auswahl)

### Monografien
- Eesti keele ajalooline morfoloogia I. Tartu: Tartu Riiklik Ülikool 1977. 66 S.
- Akadeemik Paul Ariste. Tallinn: Perioodika 1980. 55 S.
- Eesti keele lihtlausete tüübid. Tallinn: Valgus 1978. 264 S.
- Eesti keele ajalooline morfoloogia II. Tartu: Tartu Riiklik Ülikool 1979. 88 S.
- Sõnaloo raamat. Tartu: Ilmamaa 2002. 365 S.

### Aufsätze
- Aspektikategooriast eesti keeles, in: Emakeele Seltsi Aaastaraamat 3, 1957, S. 72–81.
- Ühendverbide rektsioonistruktuuride iseärasustest eesti keeles, in: Emakeele Seltsi Aaastaraamat 14-15, 1969, S. 59–76.
- Kas kaudne kõneviis on kõneviis?, in: Keel ja Struktur 5, 1971, S. 43–69.
- Eesti keele lihtlause mallidest ja nende esitamise metoodikast, in: Keel ja Struktur 6, 1972, S. 25–86.
- Eesti keele väljendverbide olemusest, in: Keel ja Kirjandus 1/1973, S. 24–30.
- Elementarlaused eesti keeles, in: Keel ja Struktur 8, 1973, S. 5–106.
- Paul Ariste eesti sõnade päritolu uurijana, in: Sõnasõel 3, 1975, S. 17–70.
- Mõnede eesti keele verbide lausemallid, in: Keel ja Struktur 9, 1976, S. 92–117.
- Soome laenudest eesti kirjakeeles, in: Keel ja Kirjandus 4/1976, S. 210–216.
- Some tendencies in the development of Estonian, in: Sovetskoe Finno-Ugrovedenie 17, 1981, S. 202–211.
- Johannes Aavik ja soome laenud, in: Keel ja Kirjandus 5/1981, S. 289–296.
- Eesti kirjakeele tüvevara päritolu, in: Keel ja Kirjandus 10/1983, S. 539–548
- Eesti kirjakeele sõnatüvede tuletuskoormus, in: Keel ja Kirjandus 11/1986, S. 662–667.
- Eesti keele uurimise status quo: lünki ja väljavaateid, in: Keel ja Kirjandus 3/1987, S. 129–135.
- Heinrich Stahli keeleõpetus oma aja peeglis, in: Keel ja Kirjandus 12/1987, S. 709–715.
- Eesti keele tekkimise lugu, in Akadeemia 7/1989, S. 1503–1524.

## Sekundärliteratur
- Pühendusteos Huno Rätsepale. Tartu: Tartu Ülikooli eesti keele õppetooli toimetised 1997. 268 S.
- Ellen Uuspõld: Huno Rätsep 70, in: Keel ja Kirjandus 12/1997, S. 864–867.
- Haldur Õim: Huno Rätsep ja teoreetiline keeleteadus Eestis, in: Keel ja Kirjandus 12/2002, S. 875–877.